# Topsentia arcotti
Topsentia arcotti är en svampdjursart som först beskrevs av Syed Irtifaq Ali 1956.  Topsentia arcotti ingår i släktet Topsentia och familjen Halichondriidae. Inga underarter finns listade i Catalogue of Life.